# Zotalemimon procera
Zotalemimon procera là một loài bọ cánh cứng trong họ Cerambycidae.